# Saral Sarkar
Saral Sarkar (bengalisch সরল সরকার Saral Sarakār; * 10. Mai 1936 in Westbengalen, Indien) ist Publizist und politischer Aktivist. Er lebt und arbeitet seit 1982 in Köln.

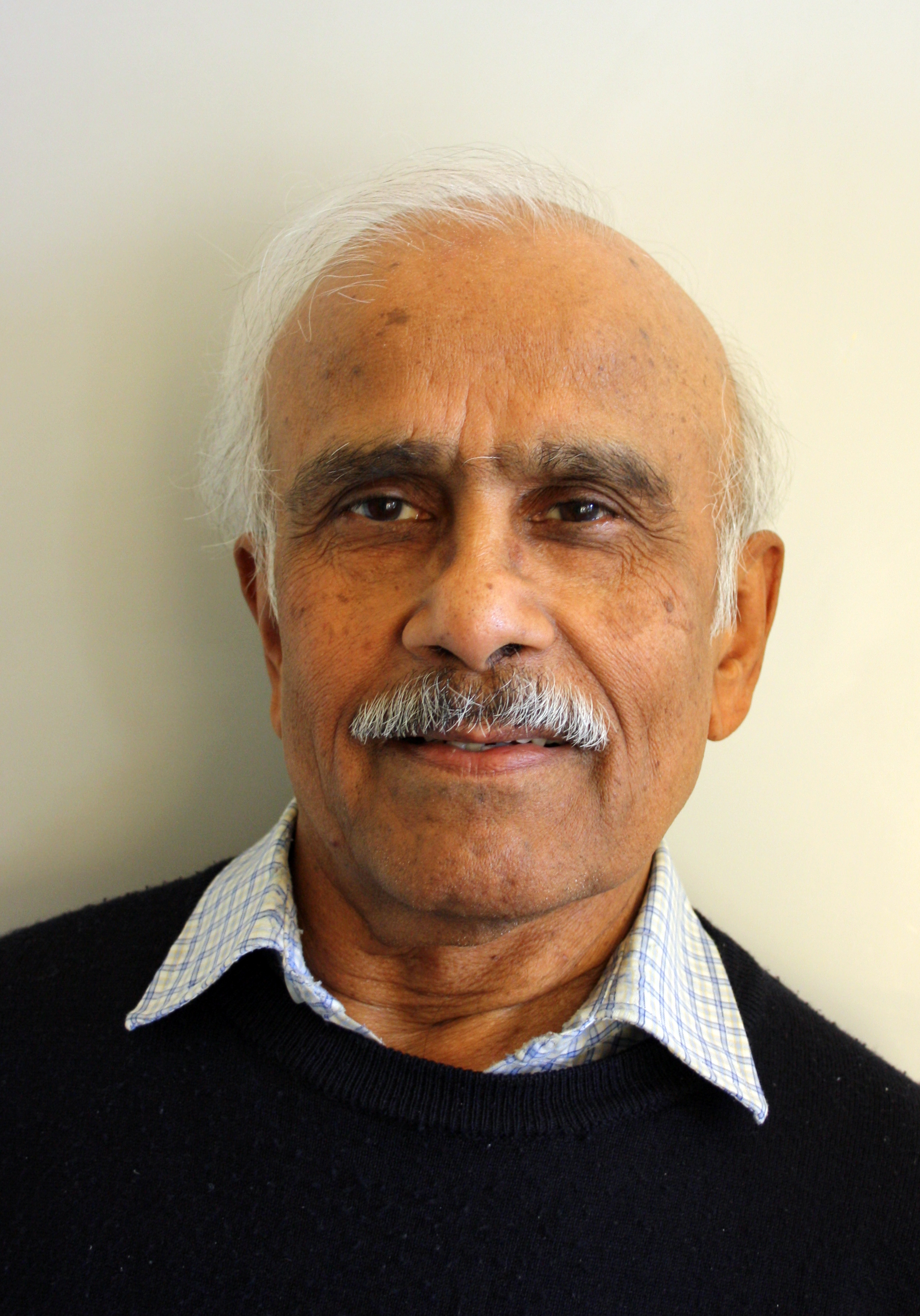
Saral Sarkar, 2010

## Kindheit und Jugend
Sarkar wuchs in Kamrabad (Westbengalen) und Kalkutta (Kolkata) mit fünf Geschwistern auf. Unter anderem förderte ein politisch aufgeschlossenes Elternhaus, gute Schulbücher (die z. B. Kritik an Großgrundbesitz thematisierten) sowie ein 1945 in Kamrabad gegründeter Friedensverein „Shanti-Sansad“ (mit einer handgeschriebenen Zeitung) und sein Schwager früh sein Interesse an Politik.
In Westbengalen gehörte es Anfang der 1950er-Jahre zum guten Ton, linksintellektuelle Bücher zu lesen.

## Ausbildung
1958 Bachelor-Abschluss an der Calcutta University. 1959–1964 Bankangestellter in Kalkutta. 1961–1964 Ausbildung (in Abendkursen) zum Deutschlehrer am Max Mueller Bhavan (Goethe-Institut) in Kalkutta und Pune (in dieser Zeit lernte er seine Ehefrau, die Soziologin Maria Mies kennen). 1964 und 1966 Studienaufenthalt in Deutschland (Stipendiat der deutschen Regierung).

## Wirken
1966–1981 Lektor am Max Mueller Bhavan in Hyderabad, Indien. Auf Wunsch dortiger Studierender leitete Sarkar in dieser Zeit ehrenamtlich politische Arbeitskreise. 1982 Übersiedlung nach Deutschland. Von 1982 bis 1987 war Sarkar Mitglied der Partei „Die Grünen“, die er verließ, da die Partei ihr Gründungsprogramm zu Gunsten der Machtbeteiligung preisgegeben hatte. 1982–2005 Teilnahme an der Ökologie- und Friedensbewegung. 1997 Gründung (mit Maria Mies und fünf anderen Freunden) des Komitees Widerstand Gegen das MAI (Multilaterales Abkommen über Investitionen), das später in Netzwerk Gegen Konzernherrschaft und Neoliberale Politik umbenannt wurde. Letzteres wurde später ein Teil von ATTAC Deutschland. 2003 gründete Sarkar mit Bruno Kern die „Initiative Ökosozialismus“.
In seinen Werken kritisiert Sarkar die Wachstumsorientierung, die den unterschiedlichsten Wirtschaftstheorien zu eigen ist – z. B. (neo)klassischen Theorien, dem Marxismus, den keynesianischen und schumpeterianischen Wirtschaftstheorien. Vor dem Hintergrund der Energie- und sonstigen Ressourcenbegrenzung sowie der mannigfaltigen Umweltzerstörungen hält Sarkar einen Paradigmenwechsel für dringend notwendig – nämlich vom heute noch vorherrschenden Wachstumsparadigma zu einem, das er das „Grenzen-des-Wachstums-Paradigma“ nennt. Die gegenwärtige Wirtschaftskrise ist nach Sarkar nicht einfach eine oder gar die Krise des Kapitalismus, sondern die des Industrialismus überhaupt.

## Veröffentlichungen (Auswahl)
- „Green-alternative Politics in West Germany“. Band I.: The New Social Movements, 1993, Band II.: The Greens, 1994; Tokyo, New Delhi. United Nations University Press.
- „Eco-Socialism or Eco-Capitalism? – A Critical Analysis of Humanity's Fundamental Choices“, 1999, London, New Delhi. Zed Books u. Orient Longman.
- „Die nachhaltige Gesellschaft – Eine kritische Analyse der Systemalternativen“, 2001, Zürich u. Saarbrücken. Rotpunktverlag u. Südwestdeutscher Verlag für Hochschulschriften (überarbeitete und erweiterte Übersetzung von Nr. 2).
- „Ökosozialismus oder Barbarei“ (mit Bruno Kern), 2004, Mainz und Köln. Initiative Ökosozialismus.
- „Die Krisen des Kapitalismus – Eine andere Studie der politischen Ökonomie“, 2009 u. 2010, Köln/Mainz und Neu-Ulm. Initiative Ökosozialismus u. AG-SPAK Bücher.
- „Die aktuelle Weltwirtschaftskrise verstehen“, 2012, Mainz. Initiative Ökosozialismus.
- „The Crises of Capitalism – A Different Study of Political Economy“, 2012, Berkeley, USA. Counterpoint (überarbeitete und erweiterte Übersetzung von Nr. 5).

Sarkar hat außerdem in verschiedenen europäischen, nordamerikanischen, chinesischen und indischen Zeitungen und Zeitschriften zahlreiche Aufsätze und Artikel veröffentlicht – auf Englisch, Deutsch, Chinesisch und Spanisch.